# Пайпер, Джон Стивен
Джо́н Сти́вен Па́йпер (англ. John Stephen Piper; род. 11 января 1946, Чаттануга, Теннесси, США) — американский евангелический теолог, библеист и религиозный деятель. Ректор Вифлеемского колледжа и семинарии в Миннеаполисе, штат Миннесота. Пастор Вифлеемской баптистской церкви (1980—2013).

## Биография
Родился 11 февраля 1946 года в Чаттануге, штат Теннесси в семье Билла (ум. в 2004) и Рут (погибла 16 декабря 1974 года в Израиле от крушения автобуса) Пайпер. Его отец в течение 60 являлся путешествующим евангелистом. В 1947 году семья переехала в Гринвилл, штат Южная Каролина, где Пайпер провёл всё своё детство и в 1964 году окончил старшую школу в Уэйд-Хэмптоне.
По словам Пайпера интерес к религии у него впервые возник в шесть лет.
В 1968 году окончил Уитонский колледж с основной специализацией по литературе и дополнительной по философии. Здесь он изучал пол научным руководством Клайда Килби литературу романтизма, благодаря которому проявил интерес к поэзии. Пайпер продолжил сочинять стихи, чтобы отмечать семейные праздники, а также ежегодно сочинял стихи про библейских персонажей для своей общины в течение четырёх недель Адвента.
Учась в колледже Пайпер первоначально хотел продолжить обучение на медицинском поприще, прежде чем решил заняться проповеднической деятельностью, когда во время приступа мононуклеоза лежал на больничной койке, слушая по радио проповеди Гарольда Окенги.
В 1971 году получил мастера богословия в Фуллеровской теологический семинарии. В семинарии одним из его преподавателей был Дэниел Фуллер, благодаря которому Пайпер познакомился с трудами Джонатана Эдвардса. По его словам именно Фуллер, Эдвардс и Клайв Льюис оказали самое значительное влияние на его становление.
В 1974 году получил в Мюнхенском университете имени Людвига и Максимилиана доктора теологии в области новозаветных исследований, защитив под научным руководством Леонарда Гоппельта диссертацию по теме «Возлюби врагов своих: заповедь любви Иисуса в синоптических Евангелиях и раннехристианском параенезисе» (англ. Love Your Enemies: Jesus' Love Command in the Synoptic Gospels and the Early Christian Paraenesis), которая позднее была издана Cambridge University Press и Baker Book House в виде отдельной монографии.
В 1974—1980 годах преподавал библеистику в Вифлеемском университете и семинарии.

## Семья
В декабре 1968 года женился на Ноэль Генри. У них четверо сыновей (Авраам, Варнава, Карстен и Бенджамин), дочь Талита и 12 внуков.

## Религиозная деятельность

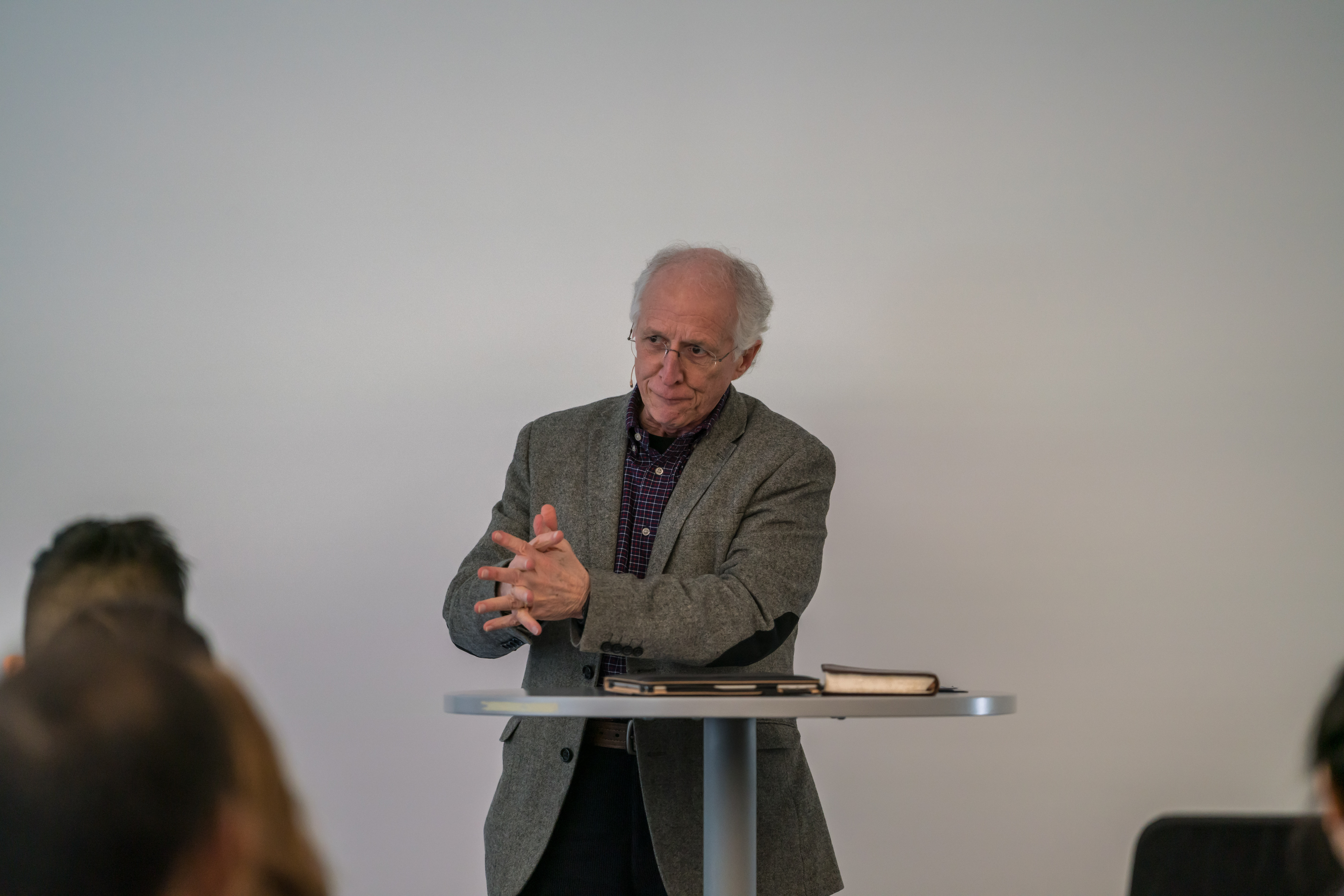
Джон Пайпер выступает с проповедью в VMware, Пало-Альто, штат Калифорния в феврале 2020 года.

В 1980 году стал пастором Вифлеемской баптистской церкви в Миннеаполисе, штат Миннесота, где служил до 31 марта 2013 года. В 1994 году основал служение Desiring God Ministries.
В 2011 году объявил о своём скором сложении обязанностей пастора, объявив в марте 2012 года своего кандидата в преемники, которым стал Джейсон Мейер, избранный в мае того же года членами Вифлеемской баптистской церкви (784 голоса — «за» и 8 — «против»).
В 2010 году в честь Пайпера был издан фестшрифт For the Fame of God's Name: Essays in Honor of John Piper, в подготовке которого приняли участие его коллеги Грегори Бил, Уэйн Грудем, Марк Девер, Дон Карсон, Джон Макартур, Уильям Маунс, Роберт Махани, Альберт Молер, Синклер Фергюсон и Томас Шрейнер.

## Теологические взгляды

### Христианский гедонизм
Одной из наиболее отличительных особенностей богословия Пайпера является предложенное им учение о христианском гедонизме, впервые описанное им в 1986 году в книге «Желая Бога: размышления христианского гедониста» (англ. Desiring God: Meditations of a Christian Hedonist), суть которого проходит через все его работы и в сжатом виде выглядит как: «Бог прославлен в нас, когда мы больше всего удовлетворены им».

### Комплементаризм
Пайпер является сторонником комплементарного взгляда на гендерные роли, полагая, что Библия учит, что муж призван руководить, защищать и обеспечивать свою жену и семью, в то время как жена должна подтверждать и подчиняться руководству своего мужа. Кроме того, Пайпер считает, что Библия учит мужчин нести главную ответственность за руководство церковью и что только мужчины могут быть старейшинами. Совместно с Уэйном Грудемом выступил в качестве соредактора сборника «Восстановление библейской мужественности и женственности», ключевой темой которой является комплементаризм гендерных ролей
.

### Кальвинизм
Являясь кальвинистским баптистом в вопросах сотериологии придерживается кальвинистских взглядов, а в экклезиологии — баптистских. Пайпер является сторонником кальвинистского учения о двойном предопределении, которое включает «безусловное отвержение», или проклятие, как следствие августинистского учения о безусловной избранности. Кроме того, он разделяет точку зрения Готфрида Вильгельма Лейбница, согласно которой Бог определил нашу вселенную как лучшую из всех возможных вселенных.
Пайпер верит в sola fide, оправдание веры только верой, без необходимости оправдания человеческими делами, подчёркивая необходимость усиленной стойкости верующего в вере, освящении и переносе страданий, которые он рассматривает как свидетельство спасающей благодати Бога. Что касается спора о спасении Господа, то Пайпер придерживается мнения, согласно которому некогда люди исповедовавшие христианство, которые не проявляют добросовестности до конца, показывают, что они ошибались в своём избрании и никогда не были истинно верующими.

#### Новый кальвинизм
Пайпер оказал влияние на возникновение в 2005 году движение «Новый кальвинизм» (англ. New Calvinism), стремящегося возродить учение о благодати, интереса к теологии со стороны теологов, таких как Джонатан Эдвардс и другие известные специалисты в области церковной истории. Религиозный журналист Дэвид ван Биема в журнале Time отнёс «Новый кальвинизм» к числу «10 идей, изменяющих мир прямо сейчас». Тем не менее, пастор независимой церкви частных баптистов «Столичной скинии» Питер Мастерс критически отнёсся к новому движению назвав его смесью «кальвинизма и мирского» (англ. Calvinism and worldliness).

### Исторический креационизм
Пайпер является сторонником такого направления креационизма, как «исторический креационизм», предложенного теологом Джоном Сэлхамером в книге «Неограниченное Бытие: новый вызывающий взгляд на основы сотворения» (англ. Genesis Unbound: A Provocative New Look at the Creation Account, согласно которому Бог создал вселенную, планету Земля и множество существ и вещей на самой Земле в течение неопределённого периода времени до первого дня описанного в первой главе Книги Бытия, и что в дни недели творения Бог превратил пустынный участок земли в благословенную область Эдема, где сотворил Адама и Еву, поместив их туда на шестой день.

### Континуационизм
В вопросах связанных с дарами Святого Духа континуационистом, хотя и не в классическом пятидесятническом смысле, поскольку считает, что такие сверхъестественные дары, такие как пророчество, чудеса, исцеление и говорение на языках, не прекратились, и церковь должна продолжать искать их, частности, в частности, посредством миссионерства и евангелизации. В то же время Пайпер верит, что апостольское служение прекратилось, а дар пророчества в церкви не тождественен богодухновенности Священного Писания. Хотя он полагает, что содержащее в Новом Завете откровение свыше от Бога в виде дара пророчества безошибочно, он убеждён, что в наши дни, за пределами записанного в Библии, пророческое восприятие, понимание и передача данного откровения несовершенно и подвержено ошибкам, поэтому современные пророчества в церкви следует отсеивать.

### Эсхатология
В вопросах эсхатологии Пайпер считает себя «оптимистичным премилленаристом» и придерживается учения об упоении, которое учит, что после Великой скорби и наступления второго пришествие Иисуса Христа наступит восхищение Церкви. Он верит, что в 11 главе Послания к Римлянам сказано про то, что, что массовое собрание этнических израильтян будет спасено, когда ожесточение их сердец исчезнет во время второго пришествия Иисуса Христа. Поэтому отстаивает важность надежды на воскресение мёртвых при возвращении Христа.

### Закон и Завет
Хотя Пайпер не отрицает привычных герменевтических рамок, но он в большей степени далёк от диспенсационализма и ему наиболее близок ковентализм или неоковентализм в вопросах Закона и Завета, но, тем не менее, он согласен с диспенсационалистской верой в то, что наступит тысячелетие. Он утверждает, что Закон был задуман Богом для того, чтобы раскрыть грех и показать неспособность человека жить в соответствии изложенными образцами праведности. Пайпер считает, что христиане, живущие в соответствии с Новым Заветом, не подчиняются закону Ветхого Завета, но могут выполнить его намерение через веру в Иисуса Христа.
Пайпер учит, что у Бога существует лишь один заветный народ, состоявший из большинства верующих евреев Ветхого Завета, а в настоящее время состоящий из всех последователей Христа или Церкви, будь то евреи или язычники. Пайпер утверждает, что народ Израиля получил от Бога право жить на этой земле, но не потому, что они просто евреи, в то время как евреи отвергающие Иисуса Христа как Мессию, не обладают божественным правом требовать соблюдения этих обещаний. Пайпер также верит, что все христиане, евреи или язычники, унаследуют землю, включая землю Израиля, когда Христос установит тысячелетнее царство при втором пришествии.

## Награды
- Gold Medallion Book Awards (1999) за книгу God's Passion for His Glory[52];
- The Passion of Jesus Christ в 2004 году вошла в Christian Bestsellers List[53];
- Gold Medallion Book Awards (2004) за книгу Pierced by the Word[54];
- ECPA Christian Book Award[англ.] (2007) за книгу What Jesus Demands from the World[55];
- Don't Waste Your Life в 2007 году вошла в Christian Bestsellers List[56];
- ECPA Christian Book Award[англ.] (2009) за книгу Spectacular Sins[57].

## Научные труды
- Love Your Enemies: Jesus' Love Command in the Synoptic Gospels and the Early Christian Paraenesis (Cambridge University Press, 1980; Baker Book House[англ.], 1991).
- The Justification of God: An Exegetical and Theological Study of Romans 9:1–23 (Baker, 1983; 2nd ed, 1993).
- Desiring God: Meditations of a Christian Hedonist (Multnomah, 1986; 2nd ed, 1996; 3rd ed, 2003; 4th ed [25th Anniversary], 2011).
- The Supremacy of God in Preaching (Baker, 1990, 2nd ed, 2003).
- The Pleasures of God (Multnomah, 1991; Expanded edition, 2000).
- Recovering Biblical Manhood and Womanhood[англ.] (Co-editor) (Crossway, 1991).
- Let the Nations Be Glad! The Supremacy of God in Missions (Baker, 1993, 2nd Edition 2003).
- Future Grace: The Purifying Power of Living By Faith In Future Grace (Multnomah, 1995).
- A Hunger for God: Desiring God Through Fasting and Prayer (Crossway, 1997).
- A Godward Life: Savoring the Supremacy of God in All of Life (Multnomah, 1997).
- God's Passion for His Glory: Living the Vision of Jonathan Edwards (Crossway, 1998).
- The Innkeeper (Crossway, 1998).
- A Godward Life, Book Two: Savoring the Supremacy of God in All of Life (Multnomah, 1999).
- The Legacy of Sovereign Joy: God's Triumphant Grace in the Lives of Augustine, Luther, and Calvin (Crossway, 2000).
- The Hidden Smile of God: The Fruit of Affliction in the Lives of John Bunyan, William Cowper, and David Brainerd (Crossway, 2001).
- Seeing and Savoring Jesus Christ (Crossway, 2001, 2nd edition, 2004).
- The Dangerous Duty of Delight: Daring to Make God the Object of Your Desire (Multnomah, 2001).
- What's the Difference?: Manhood and Womanhood Defined According to the Bible (Crossway, 2001, reprint 2008).
- The Misery of Job and the Mercy of God (Crossway, 2002).
- Brothers, We Are not Professionals: A Plea to Pastors for Radical Ministry (Broadman & Holman Publishers, 2002).
- The Roots of Endurance: Invincible Perseverance in the Lives of John Newton, Charles Simeon, and William Wilberforce (Crossway, 2002).
- Counted Righteous in Christ: Should We Abandon the Imputation of Christ's Righteousness? (Crossway, 2002).
- Beyond the Bounds (co-editor) (Crossway, 2003).
- Don't Waste Your Life (Crossway, 2003).
- Pierced By the Word: Thirty-One Meditations for Your Soul (Multnomah, 2003).
- The Prodigal's Sister (Crossway, 2003).
- The Passion of Jesus Christ (Crossway, 2004). Also released under title 50 Reasons Why Jesus Came to Die
- When I Don't Desire God: How to Fight for Joy (Crossway, 2004).
- Life As a Vapor (Multnomah, 2004).
- A God Entranced Vision of All Things (Co-editor; Crossway, 2004).
- Sex and the Supremacy of Christ (w/ Justin Taylor, Crossway, 2005).
- Taste and See: Savoring the Supremacy of God in All of Life (Multnomah, 2005).
- God is the Gospel: Meditations on God's Love as the Gift of Himself (Crossway, 2005).
- Contending for Our All: Defending Truth and Treasuring Christ in the Lives of Athanasius, John Owen, and J. Gresham Machen (Crossway, 2006).
- Fifty Reasons Why Jesus Came to Die (Crossway, 2006).
- Suffering and the Sovereignty of God (Crossway, 2006).
- What Jesus Demands from the World (Crossway, 2006).
- When the Darkness Will Not Lift: Doing What We Can While We Wait for God—and Joy (Crossway, 2007)
- Amazing Grace in the Life of William Wilberforce (Crossway, 2007).
- The Supremacy of Christ in a Postmodern World (co-editor w/ Justin Taylor, Crossway, 2007)
- Battling Unbelief: Defeating Sin with Superior Pleasure (Multnomah, 2007)
- The Future of Justification: A Response to N. T. Wright (Crossway 2007).
- Spectacular Sins: And Their Global Purpose in the Glory of Christ (Crossway, 2008).
- John Calvin and His Passion for the Majesty of God (Crossway, 2008).
- The Hidden Smile of God: The Fruit of Affliction in the Lives of John Bunyan, William Cowper, and David Brainerd (Crossway, 2008).
- Finally Alive - Christian Focus, (March 20, 2009).
- This Momentary Marriage: A Parable of Permanence (Crossway, 2009)
- Filling Up the Afflictions of Christ: The Cost of Bringing the Gospel to the Nations in the Lives of William Tyndale, Adoniram Judson, and John Paton (Crossway, 2009).
- A Sweet and Bitter Providence: Sex, Race, and the Sovereignty of God (Crossway 2010).
- Jesus: The Only Way to God: Must You Hear the Gospel to be Saved? (Baker, 2010).
- The Gadarene (Desiring God, 2010)
- Think: The Life of the Mind and the Love of God Crossway, (March 31, 2011).
- The Pastor as Scholar and the Scholar as Pastor - Crossway, (March 31, 2011).
- A Holy Ambition: To Preach Where Christ Has Not Been Named - Desiring God, (July 1, 2011)
- Thinking. Loving. Doing.: A Call to Glorify God with Heart and Mind (co-editor w/ David Mathis; Crossway, (September 8, 2011)
- Bloodlines: Race, Cross, and the Christian - Crossway, (September 8, 2011).
- The Innkeeper - Crossway; Reprint edition (September 14, 2011)
- Adoniram Judson - (Desiring God, 2012).
- The Dawning of Indestructible Joy: Daily Readings for Advent - Crossway (August 31, 2014)
- A Godward Life: Seeing the Supremacy of God in All of Life - Multnomah; Revised edition (October 6, 2015)
- Think It Not Strange: Navigating Trials in the New America (co-editor w/ 9 authors; Desiring God, 1 edition * (January 1, 2016)
- Lessons from a Hospital Bed - Crossway, (February 12, 2016)
- Your Sorrow Will Turn to Joy: Morning & Evening Meditations for Holy Week – CreateSpace Independent Publishing Platform; 1 edition (March 1, 2016)
- Living in the Light: Money, Sex and Power – The Good Book Company, (March 15, 2016)
- A Peculiar Glory: How the Christian Scriptures Reveal Their Complete Truthfulness – Crossway, (March 31, 2016)
- A Camaraderie of Confidence: The Fruit of Unfailing Faith in the Lives of Charles Spurgeon, George Müller, and Hudson Taylor – Crossway (April 30, 2016)
- 50 Crucial Questions: An Overview of Central Concerns about Manhood and Womanhood (co-edtior w/ Wayne Grudem, Crossway (April 30, 2016)
- Andrew Fuller: Holy Faith, Worthy Gospel, World Mission – Crossway; (August 31, 2016).
- Happily Ever After: Finding Grace in the Messes of Marriage – Desiring God; 1 edition * (January 25, 2017).
- The Collected Works of John Piper (13 volume set plus Index) – Hardcover: 8464 pages * Publisher: Crossway (March 31, 2017).
- Reading the Bible Supernaturally: Seeing and Savoring the Glory of God in Scripture – Crossway, (April, 2017).
- The Satisfied Soul: Showing the Supremacy of God in All of Life – Multnomah, (September 5, 2017).
- Shaped by God: Thinking and Feeling in Tune with the Psalms – Desiring God, (November 17, 2017).
- Expository Exultation: Christian Preaching as Worship – Crossway, (April, 2018).
- Coronavirus and Christ – Crossway, (April, 2020).
- Providence – Crossway, (January, 2021).